# Андреа Мантенья
Андре́а Манте́нья (італ. Andrea Mantegna; близько 1431, Ізола-ді-Картуро, область Венето — 13 вересня 1506, Мантуя) — італійський художник і гравер епохи раннього Відродження.

## Біографічні відомості
Точних відомостей про день і рік народження великого художника не збережено. Вважається, що він народився близько 1431 року в містечку Ізола ді Картуро, що поблизу міста Венеція.У 1441 році хлопця всиновив художник Скварчоне. Франческо Скварчоне і був його першим вчителем, що навчив дитину латині і допоміг опанувати ремесло художника. У віднайдених документах за 1445 рік позначений вступ молодого Мантеньї в цех живописців міста Падуя, що давало право на фахове заняття живописом.
Щось не залагодилось і з Скварчоне, бо у 1440 якомусь році Мантенья через суд доводив свою незалежність від вітчима Скварчоне і почав працювати сам. Дослідники вважають, що на художню манеру молодого Мантеньї мав великий вплив художній стиль Донателло. У 1453 році Мантенья бере шлюб з дочкою художника з Венеції Якопо Белліні Ніколозе(Ніколозією). Ніколозе була рідною сестрою художників Джентіле і Джованні Белліні.Так він отримав невеличкі впливи від талановитих представників родини Белліні. У 1460 році його обирає придворним художником герцог Гонзага. За припущеннями, власний будинок Мантенья будував за власним проектом, виказавши хист і до архітектури.
Мантенья помер в місті Мантуя 13 вересня 1506 року.

## Загальна характеристика стилю
Його мистецтво відрізняється строгою архітектонікою композиції, карбованістю форм, сильними ракурсами. Картини типу «Агонія в саду» (тобто Моління про чашу)1455 (Національна галерея, Лондон) відображають майстерність перспективи, драматичний стиль. Працював для маркіза Гонзаго в Мантуї, створив видатну серію фресок у палаці герцога в 1470-х і пізніше «Тріумф Цезаря». Його різцева гравюра характеризується чіткістю пластичної форми і м'яким штрихуванням.

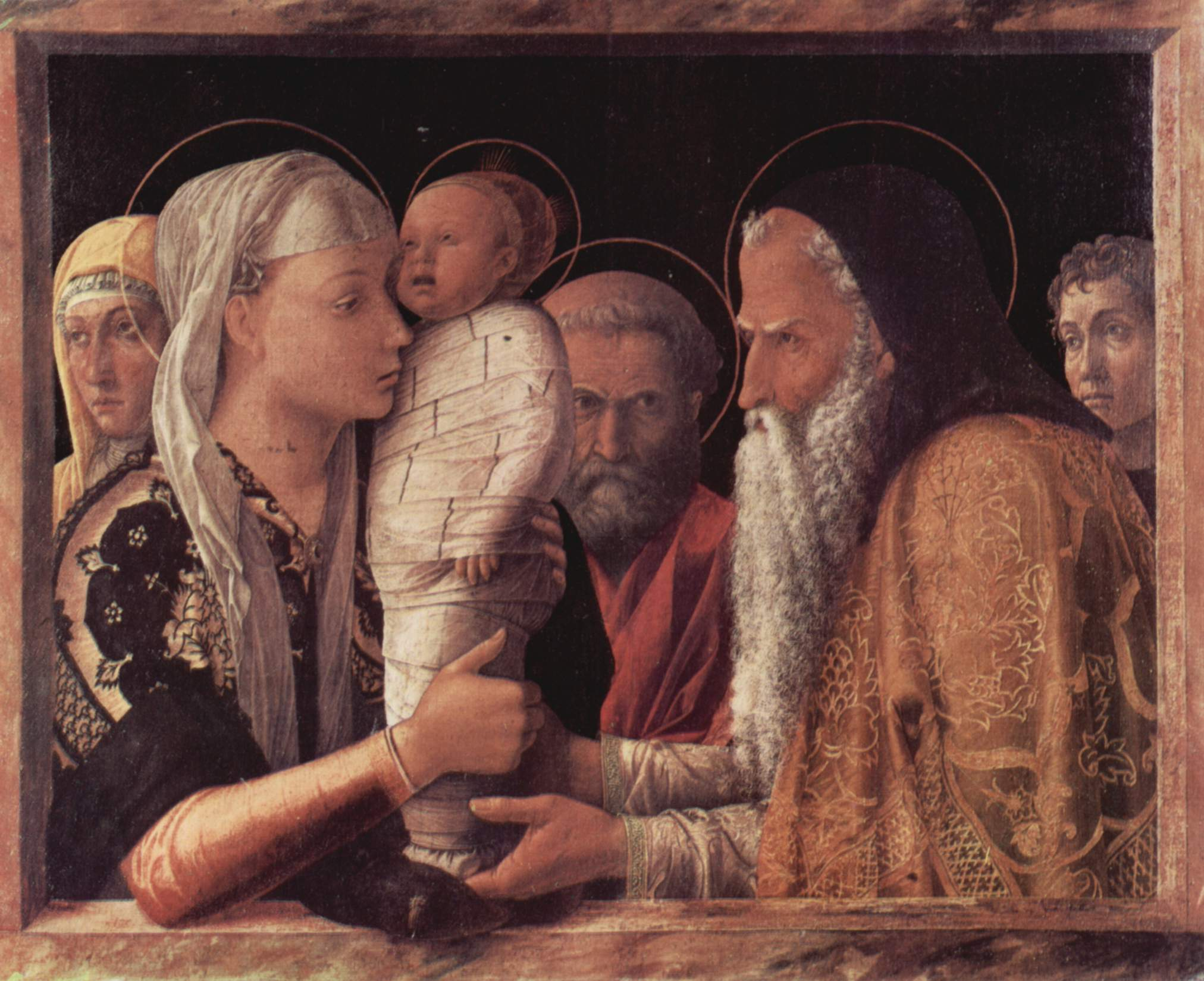
Мантенья. «Стрітення»
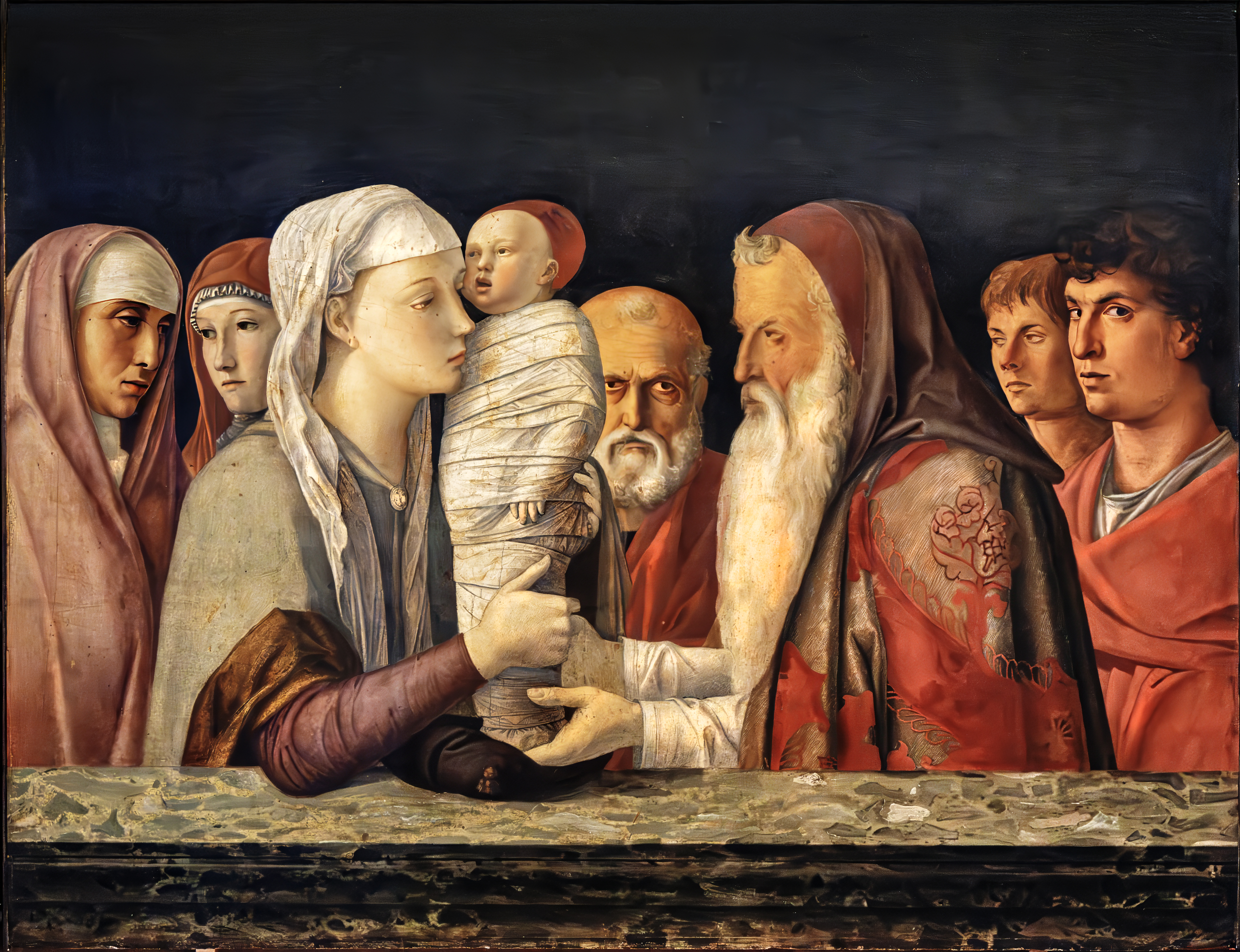
Джованні Белліні. «Стрітення»

## Мантенья портретист

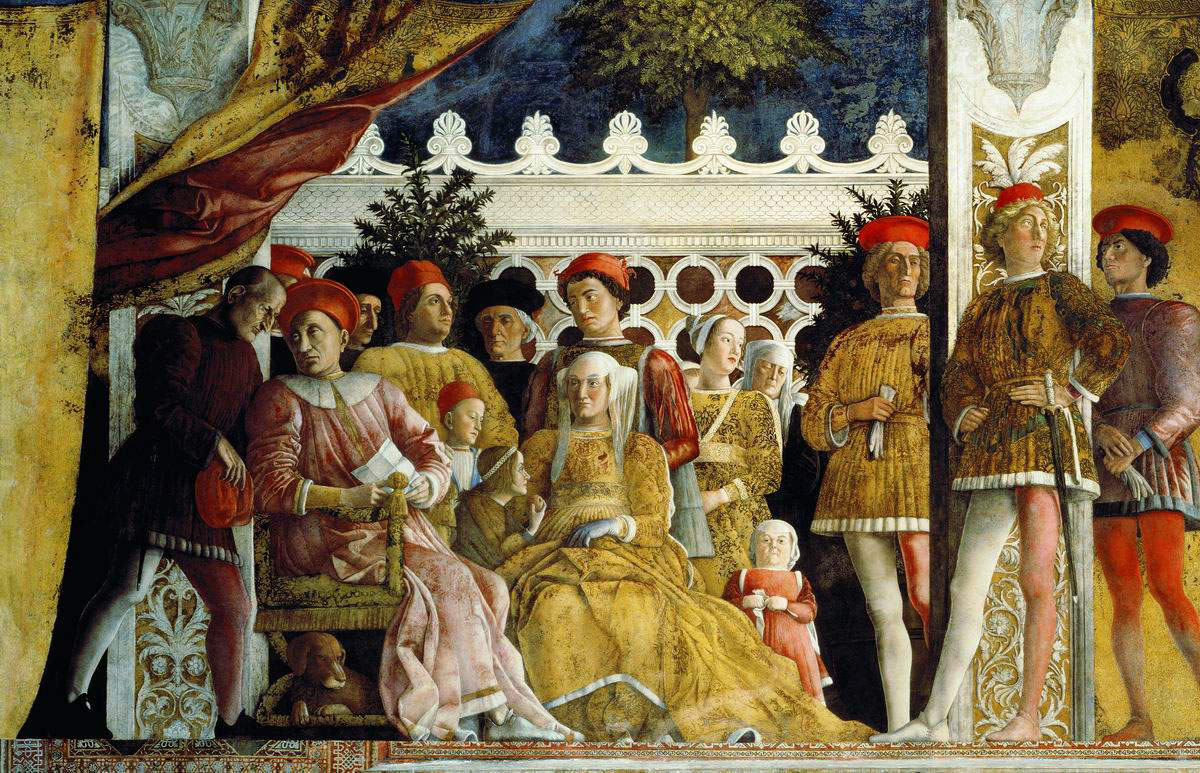
Родина Гонзага .Фреска в Камері дельї Спозі. 1474 р. Мантуя
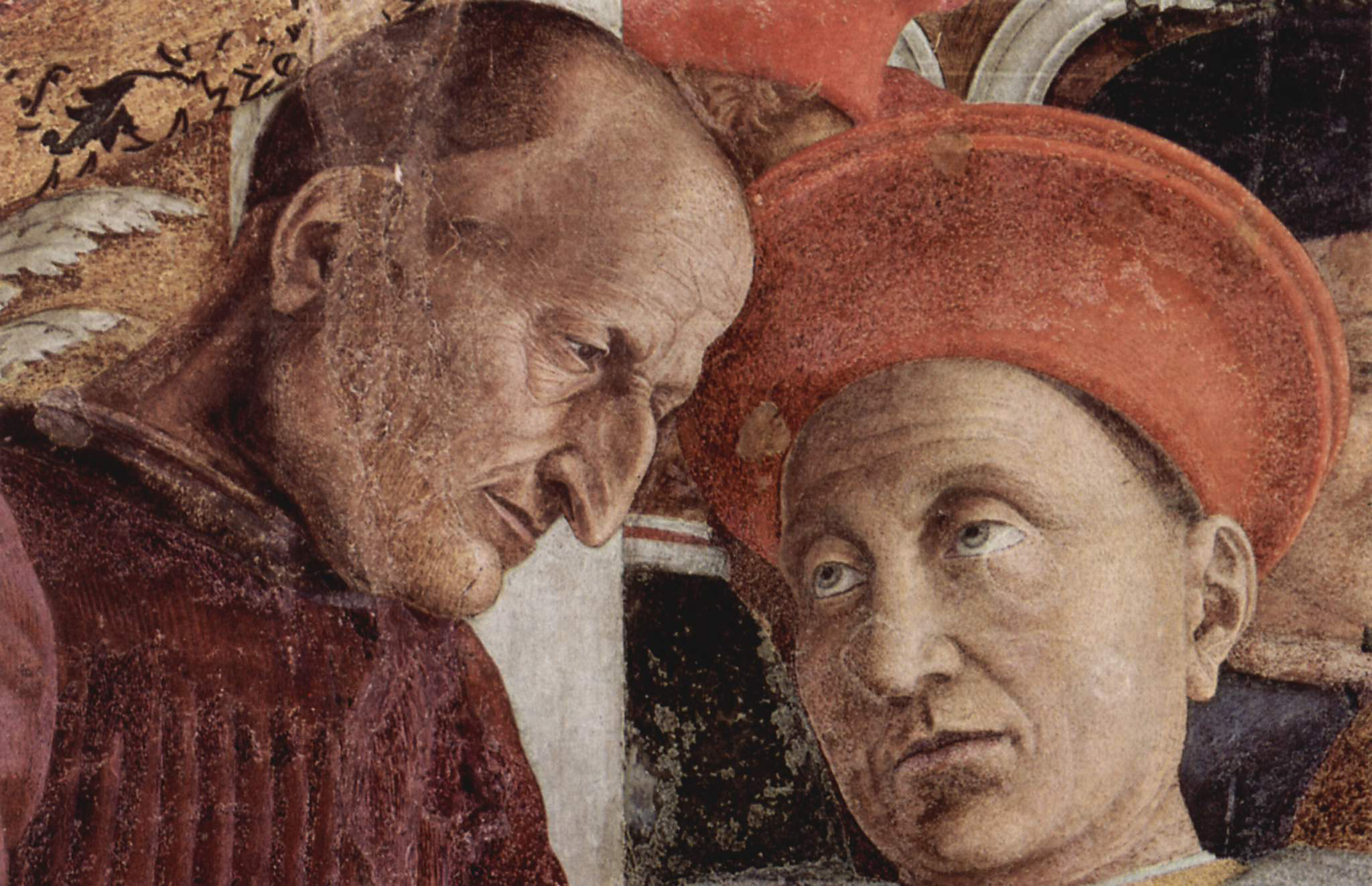
Родина Гонзага. Портрети
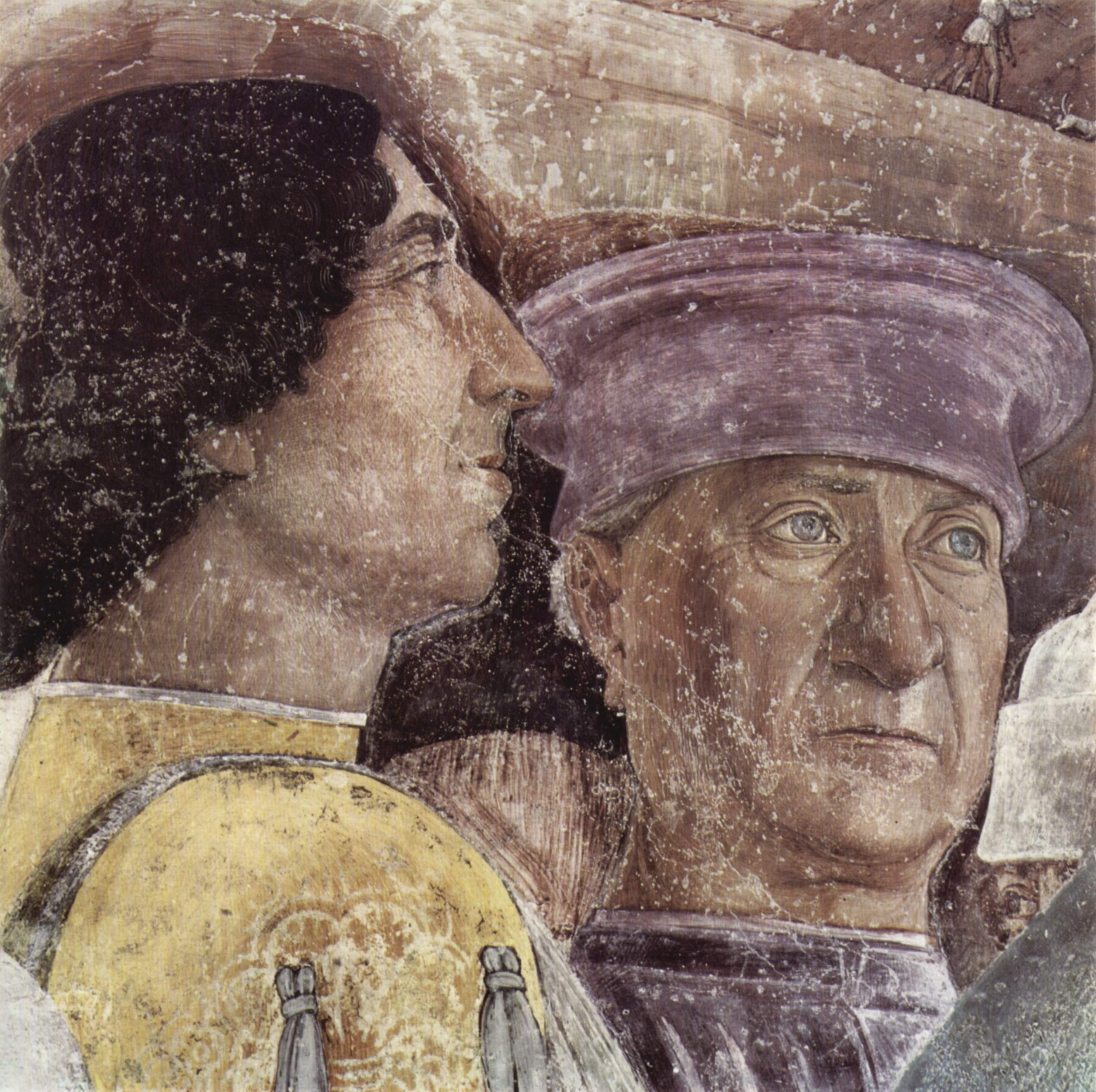
Родина Гонзага, Портрети

## Країни світу, де зберігають твори Мантеньї
- Австрія
- Велика Британія
- Німеччина
- Іспанія
- Італія
- Франція
- США

## Галерея

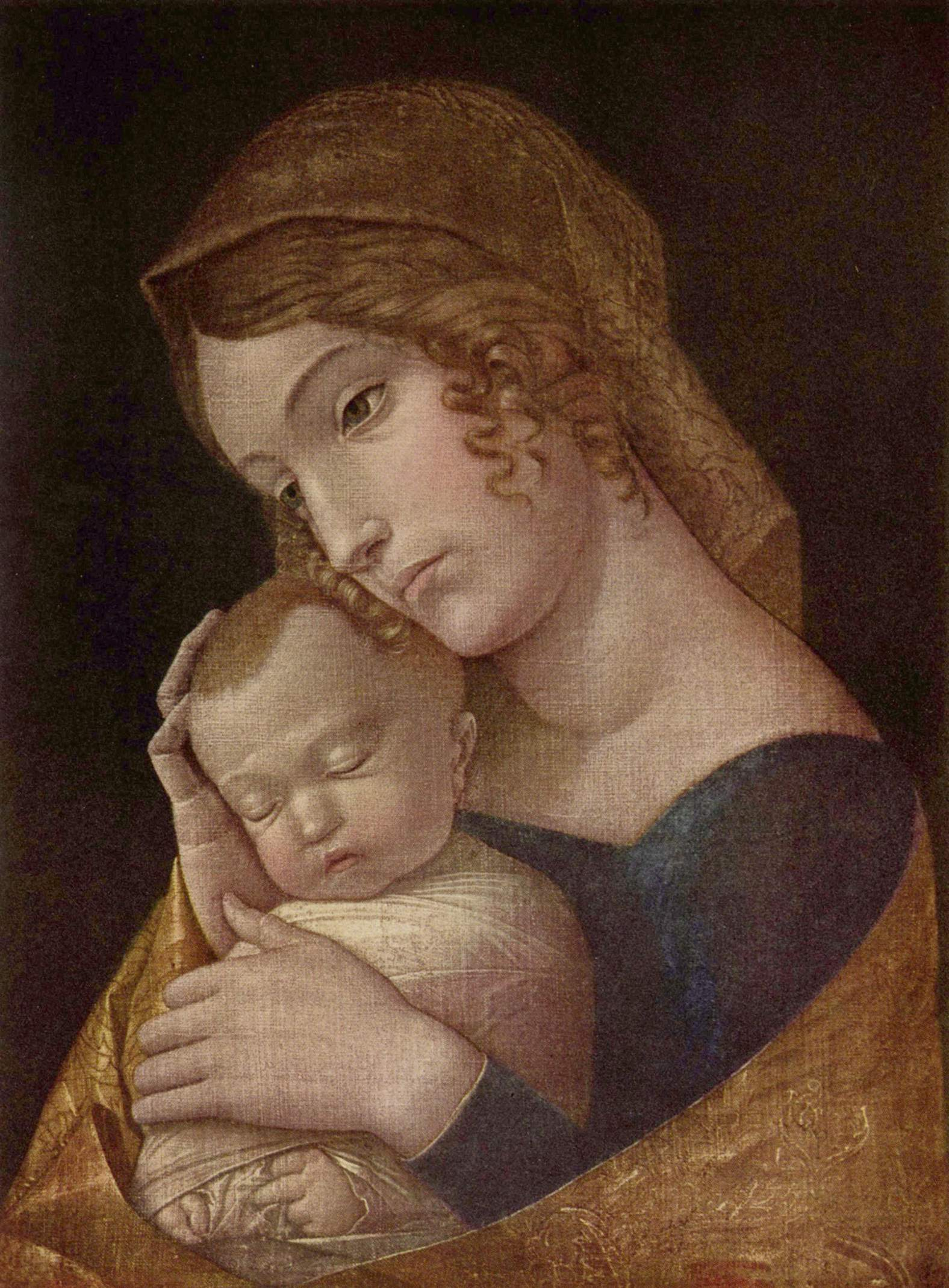
«Мадонна з немовлям», 1454 р.
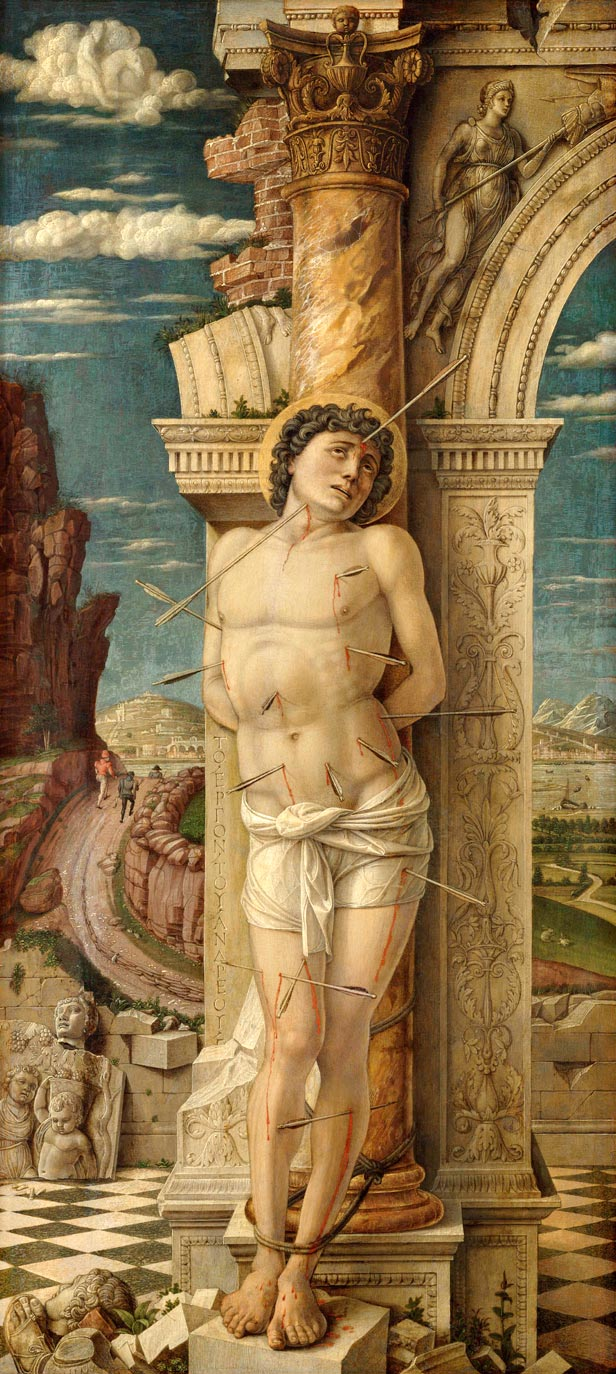
«Св. Себастьян», 1455 — 1467 р.
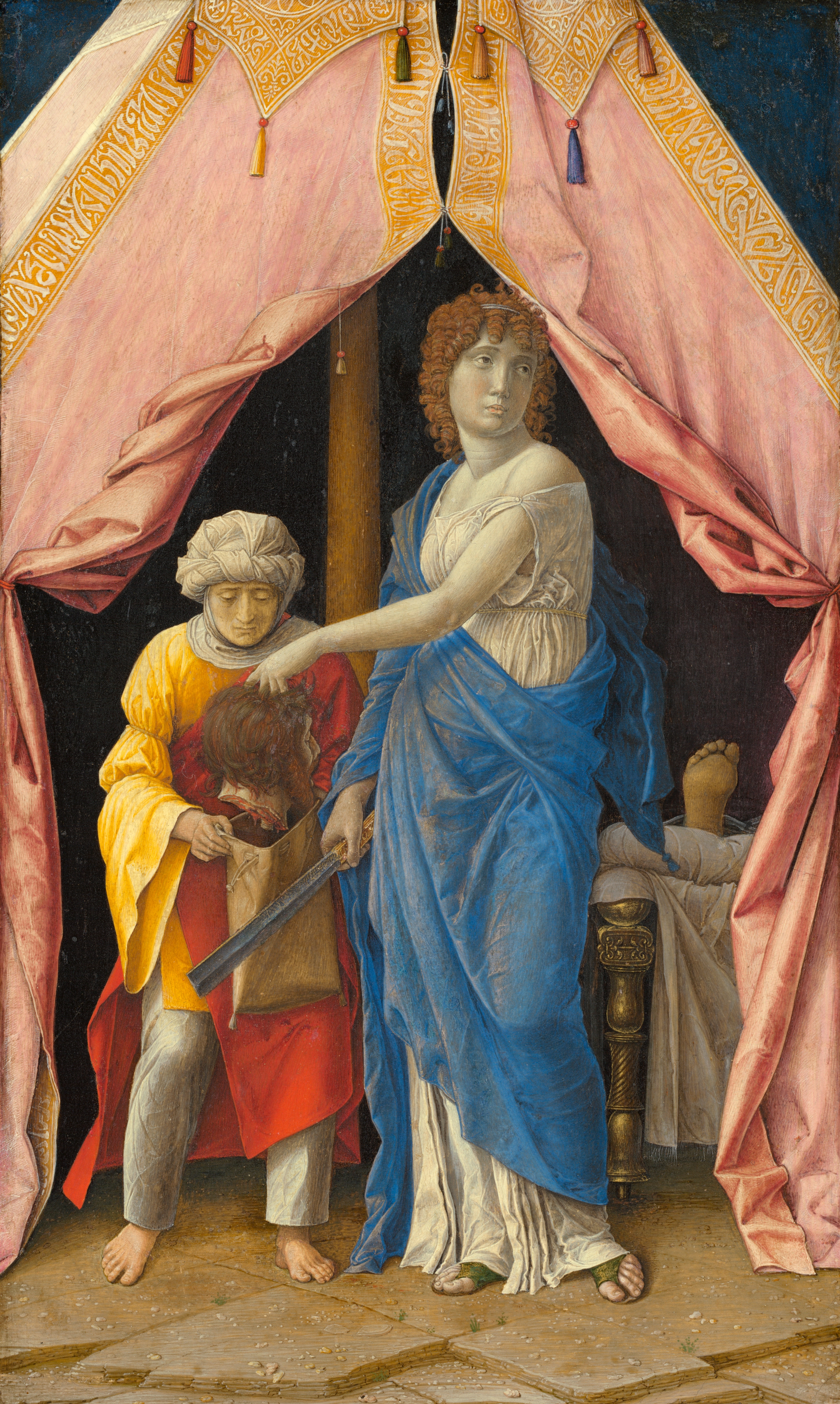
«Юдита з відрубаною головою Олоферна»
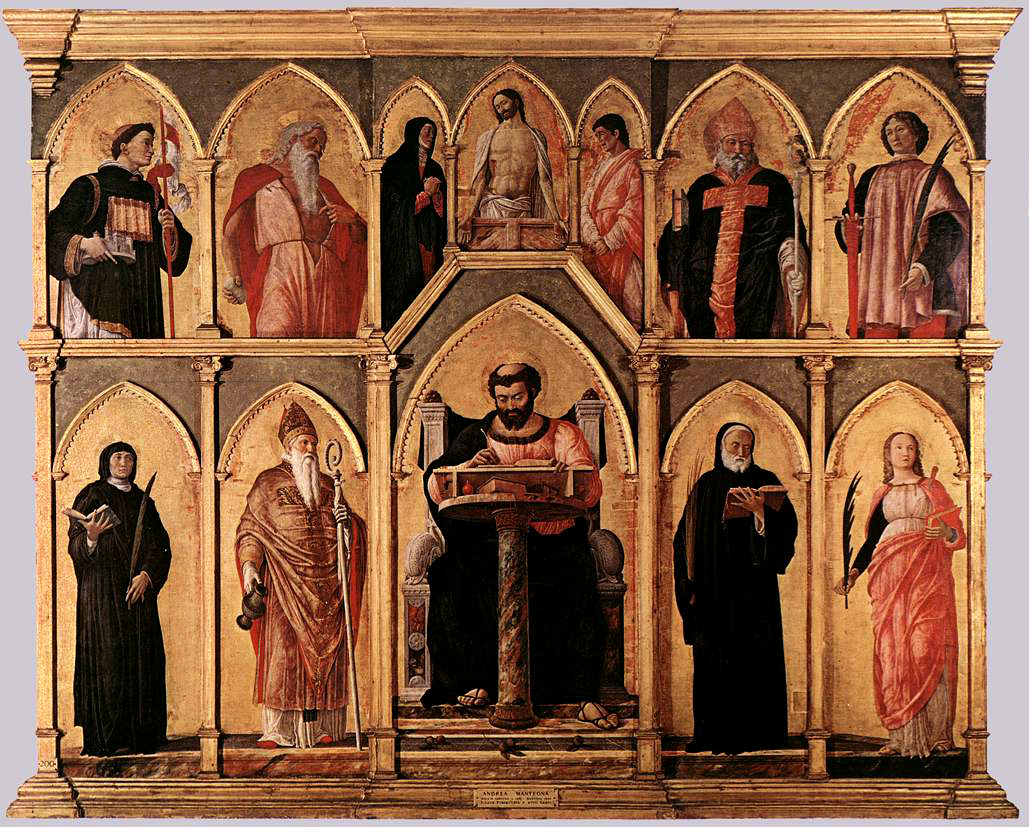
Поліптих св. Луки, 1455; пінакотека Брера, Мілан
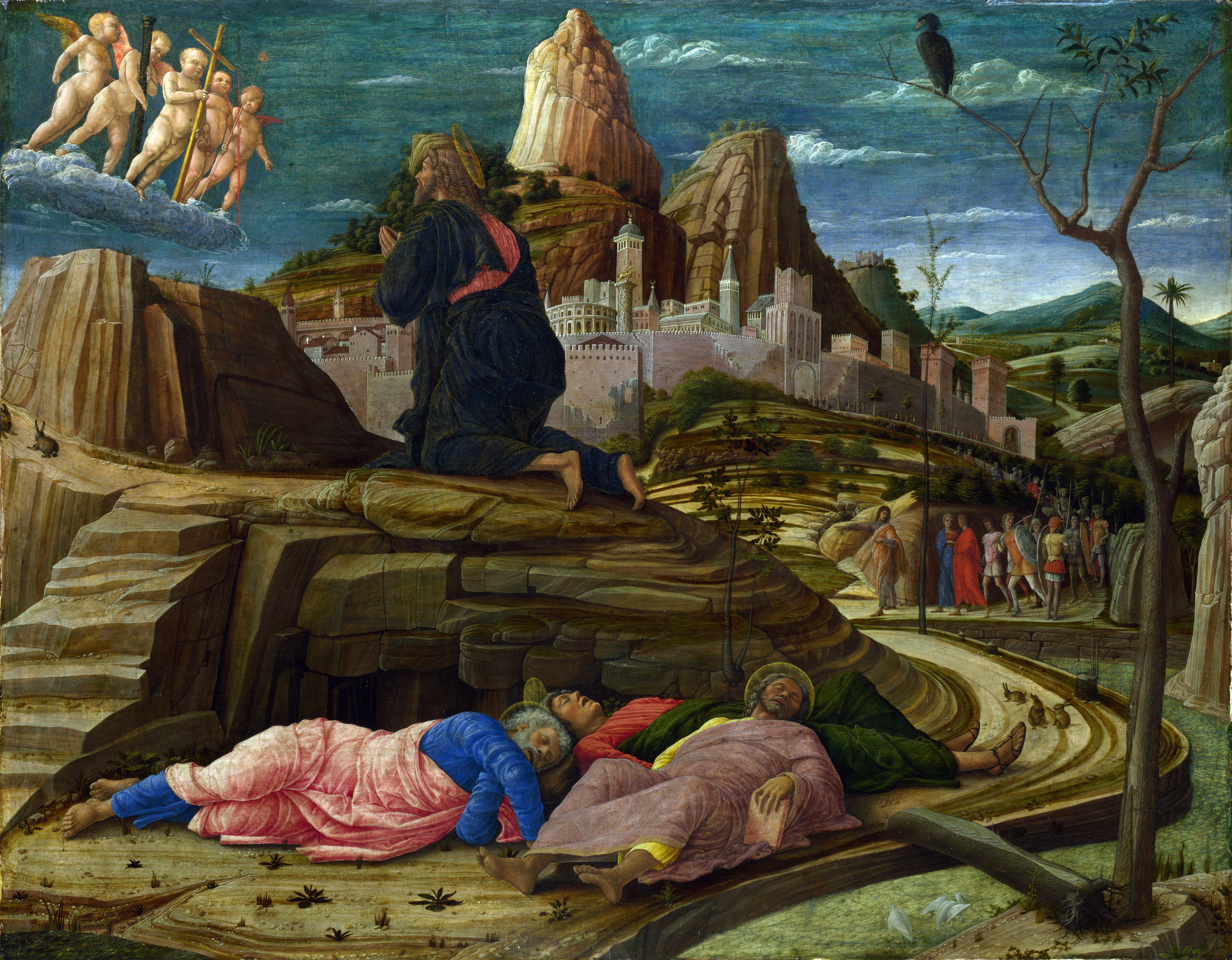
Христос в Гетсиманському саду, 1455) Національна галерея (Лондон).
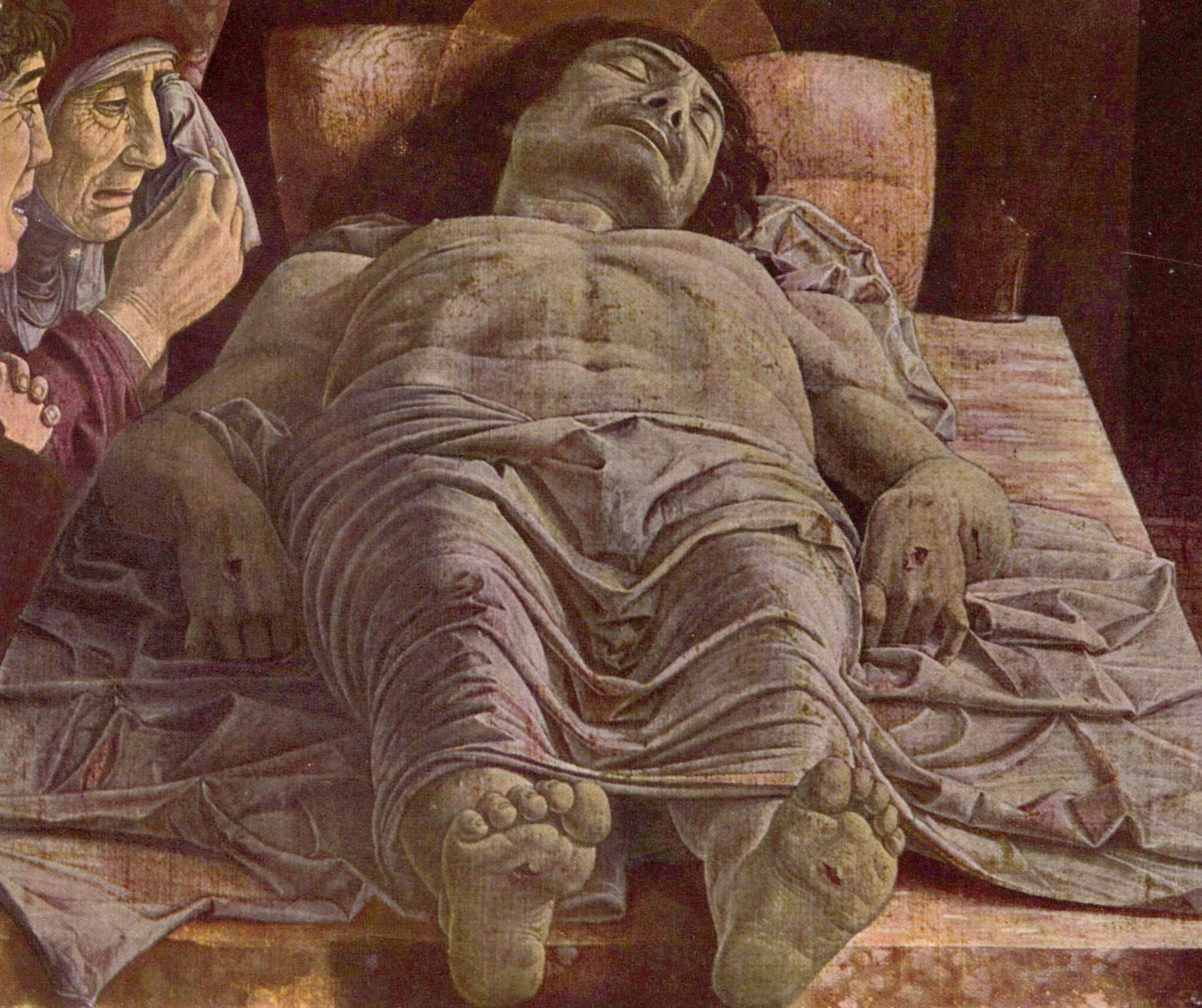
«Мертвий Христос», бл.1500 р., Брера, Мілан
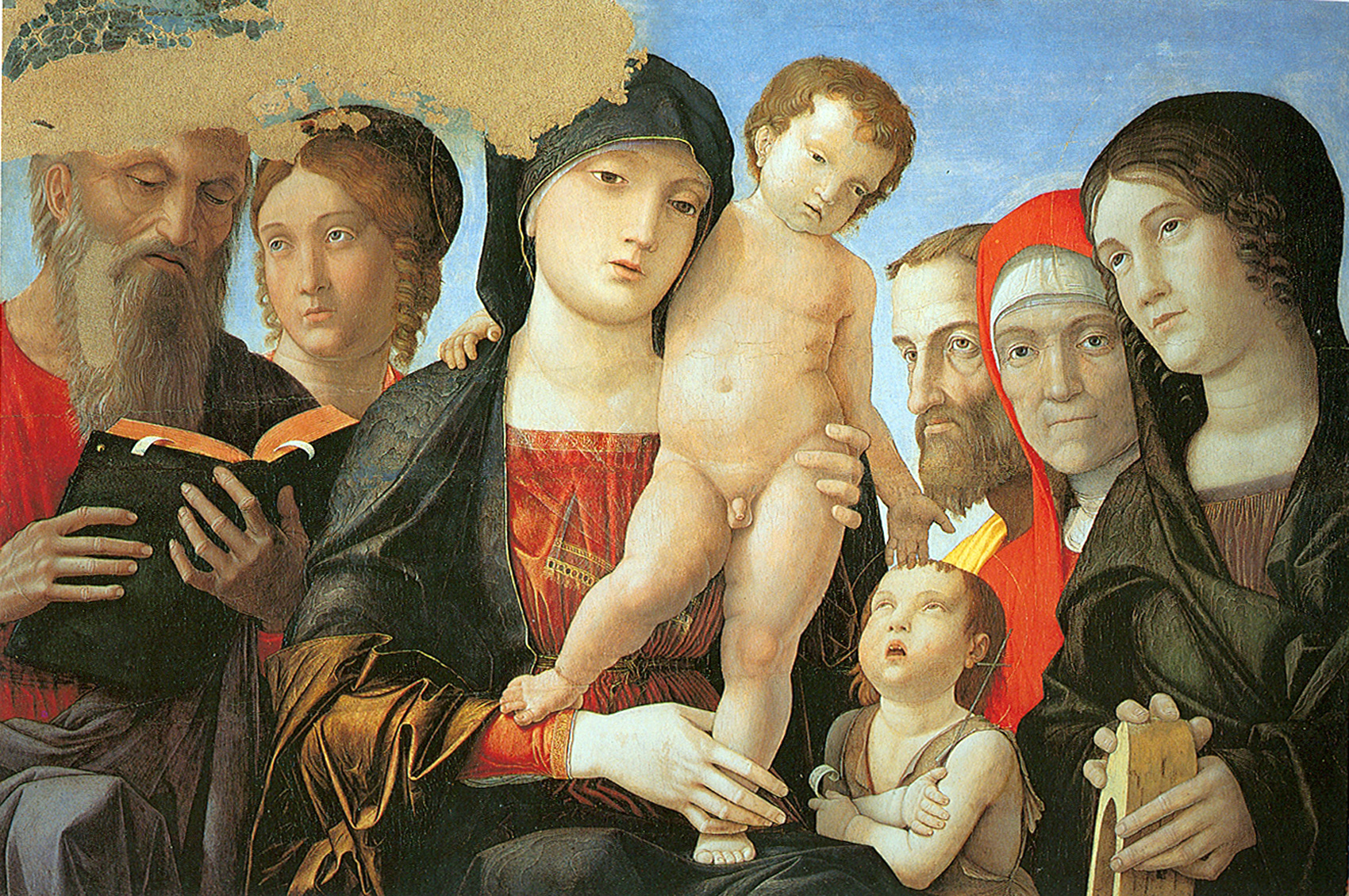
«Мадонна з немовлям і п'ятьма святими», бл. 1500 року, Галерея Сабауда, Турин.
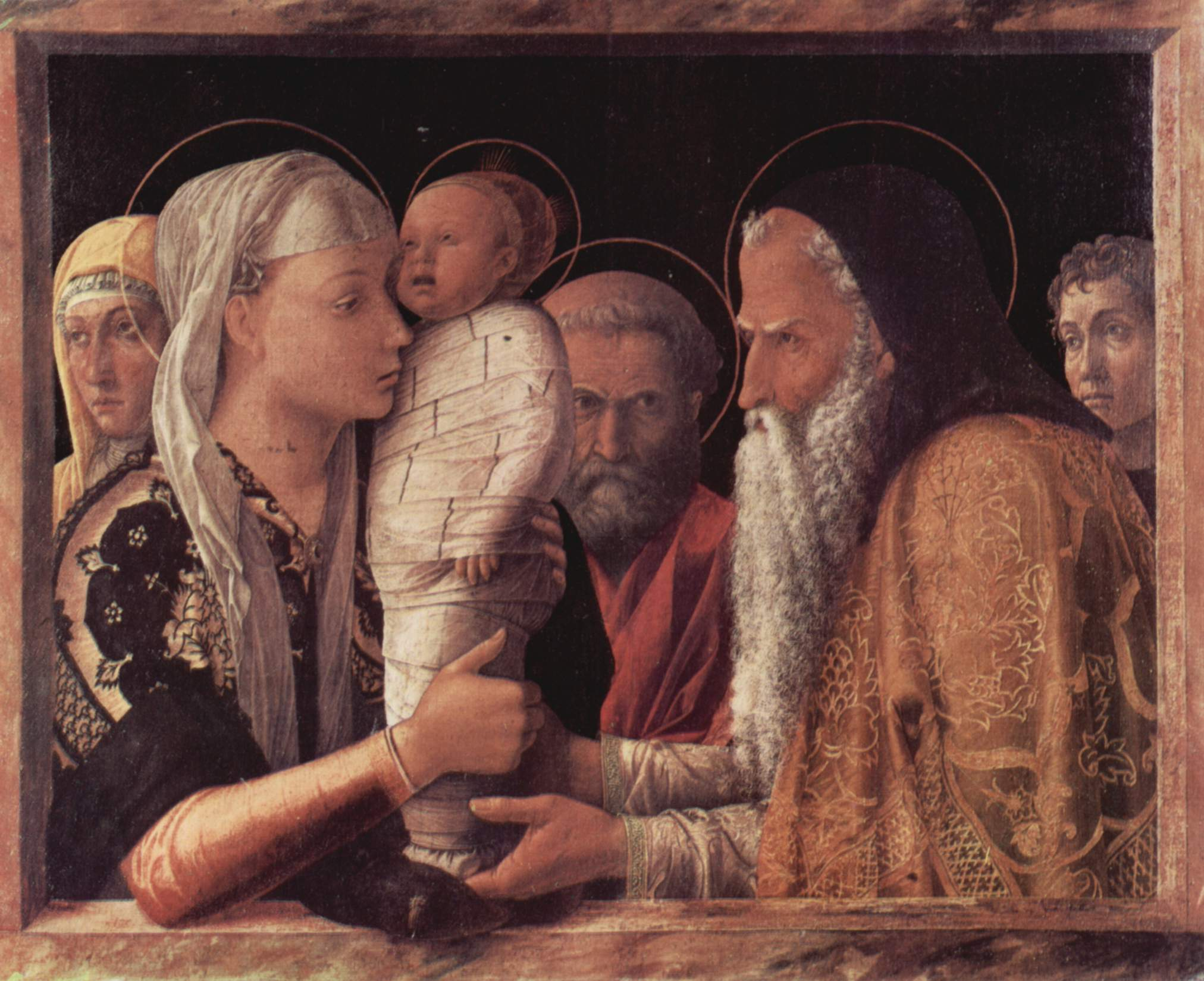
Стрітення, Берлін
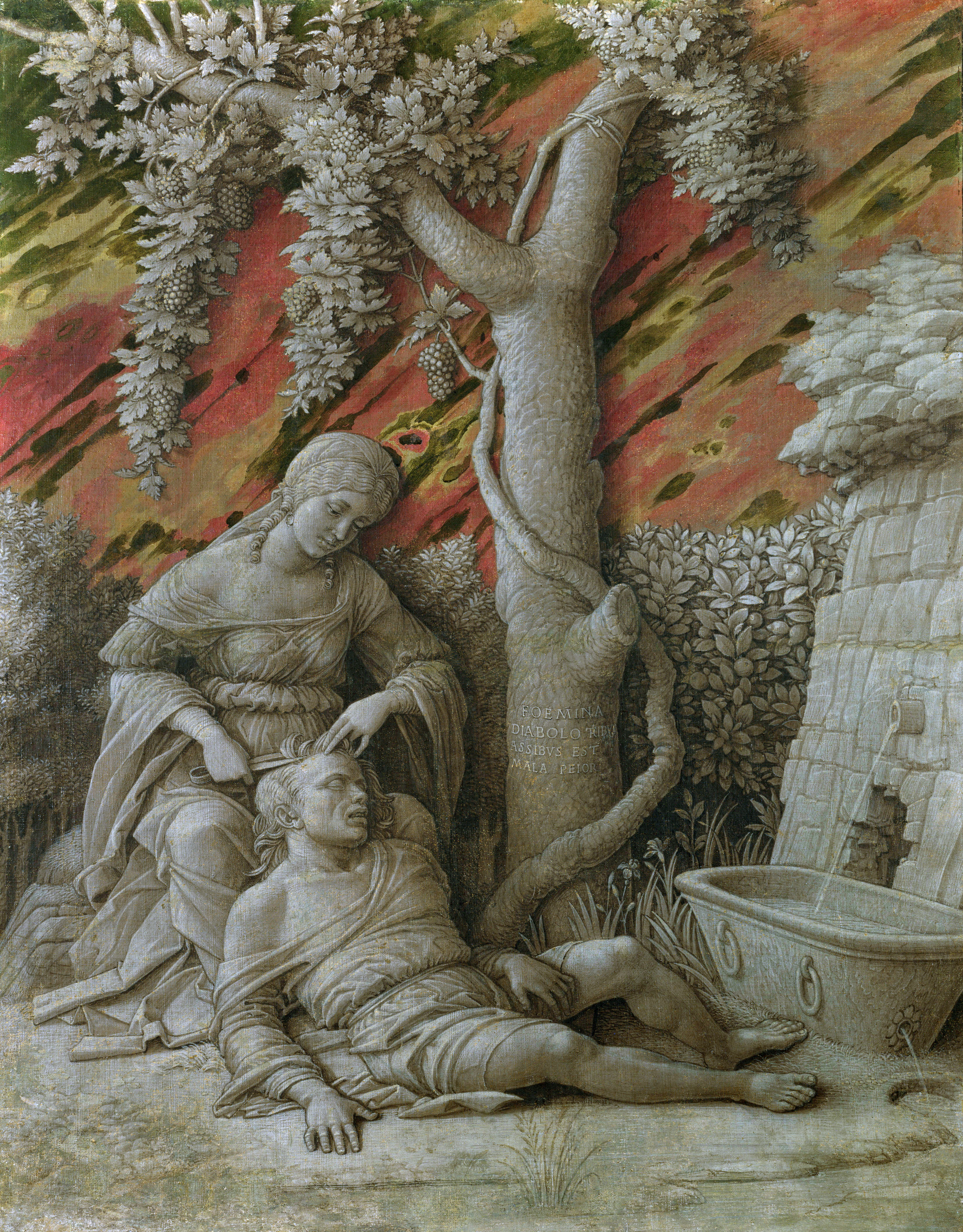
Самсон і Даліла (Мантенья), Національна галерея (Лондон)
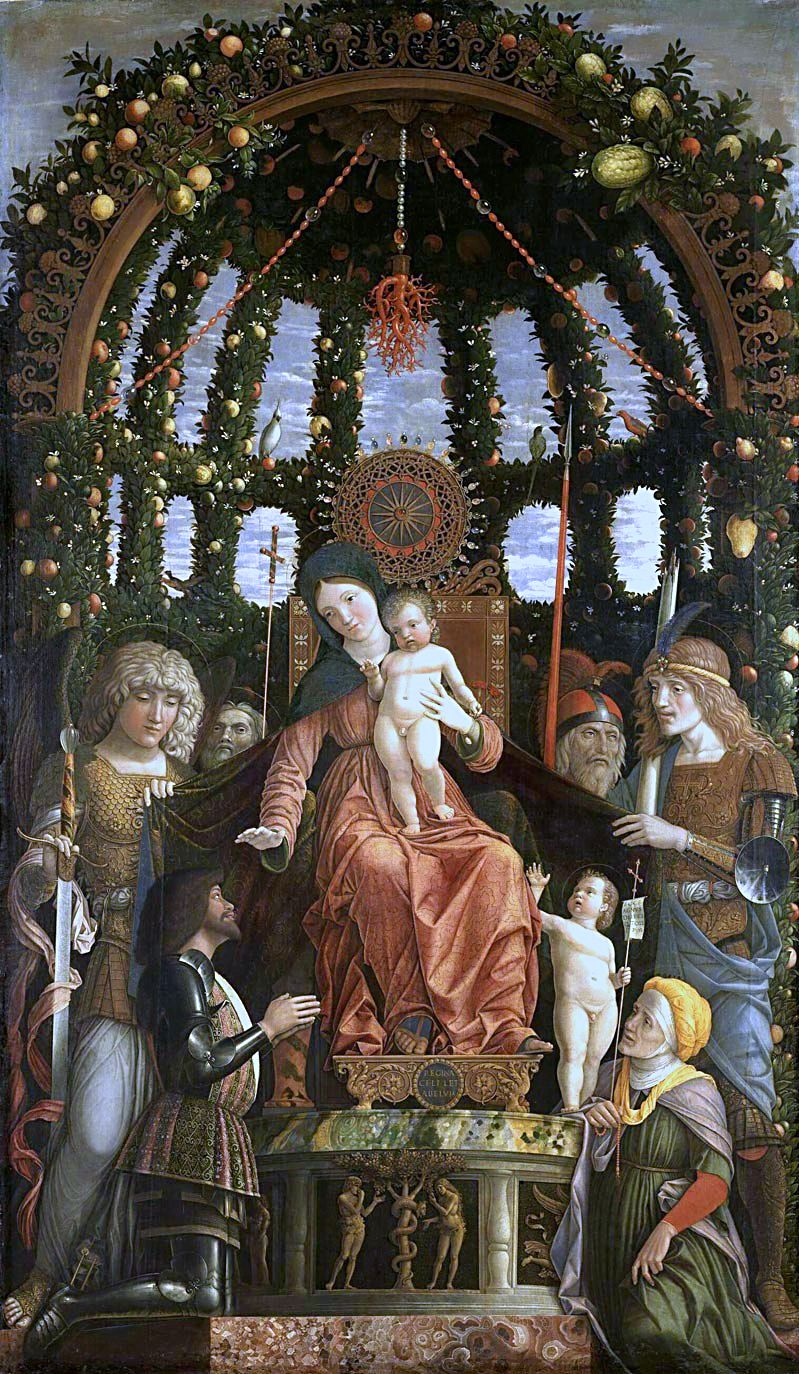
Мадонна перемоги